# Посольство ЦАР в России
Посольство Центральноафриканской Республики в Российской Федерации — официальная дипломатическая миссия Центральноафриканской Республики в России, расположена в Москве на Якиманке на улице Коровий Вал. До 2024 года располагалось в районе Тропарёво-Никулино на улице 26 Бакинских Комиссаров.
- Посол Центральноафриканской Республики в Российской Федерации – Леон Додону-Пунагаза (с 2020 года).

## Дипломатические отношения
Дипломатические отношения между СССР и Центральноафриканской республикой были установлены 7 декабря 1960 года. ЦАР признала Российскую Федерацию 9 января 1992 года. Договорно-правовая база включает соглашения о торговле (1969 год) и об экономическом и техническом сотрудничестве (1970 год).

## Послы ЦАР в России
- Бернар-Клод Беллум (20??—2014)
- Клод Безо (2014—2020)
- Леон Додону-Пунагаза (с 2020)

## Галерея
- Старое здание посольства ЦАР в Москве (ул. 26-ти Бакинских Комиссаров, № 9)